# Ніндзя з Беверлі-Гіллз
Ні́ндзя з Бе́верлі-Гіллз (англ. Beverly Hills Ninja) — комедійний бойовик 1997 року.

## Сюжет
До японських берегів викинуло уламки американської яхти і дитини в дерев'яній скрині. Дитяті дали ім'я Хару, виростили і намагалися виховати в традиціях ніндзя, оскільки саме ці стародавні воїни підібрали хлопчика. Виростити вони його виростили, але навчити його бойовим мистецтвам не вдалося. Навчання закінчилося, всі учні пішли в світ на подвиги, а Хару залишили поливати квіти в школі ніндзя. У школу приходить симпатична блондинка, вона наймає його простежити за своїм женихом і підставляє під вбивство, внаслідок чого Хару доводиться пережити безліч неймовірних пригод у лос-анджелеському міському районі Беверлі-Гіллз. Там він повинен зняти з себе звинувачення.